# Lineamento Transbrasiliano
O Lineamento Transbrasiliano (LTB) é uma estrutura geológica de sutura referente ao fechamento do oceano Goiás-Farusiano
. Compreende colisão entre os blocos continentais Amazonia-West Africa e Africano Central. O LTB é uma parte importante da amalgamação do supercontinente Gondwana, há cerca de 600 Ma, e divide o Brasil entre os domínios geológicos Amazônico e Brasiliano, sendo um corredor tectônico com uma zona de cisalhamento, que corta desde o nordeste brasileiro até o Paraguai e a Argentina. Além disso, apresenta continuidade no continente africano, estendendo-se do Togo até a Argélia, sendo representado pelos lineamentos Hoggar 4º50’ e Kandi. A extensão total estimada do LTB é de aproximadamente 4000km.

## Caracterização Estrutural
O LTB é um dos maiores sistemas de falha transcorrente do mundo, e se estende desde as Sierras Pampeanas, Argentina, até o Oceano Atlântico, com uma direção aproximada NE. Além disso, esse sistema se manifesta como uma descontinuidade magnética de escala continental.
O lineamento evoluiu durante o Precambriano e passou por, pelo menos, três episódios de reativação . Sua superfície está exposta evidentemente na porção central do Brasil, onde afloram rochas Precambrianas, mas, com exceção de onde foi reativado, não aflora em terrenos Paleozóicos .
O Lineamento Transbrasiliano marca o contato entre o Cráton da Amazônia, a NW, com os arcos magmáticos e blocos alóctones das faixas móveis Neoproterozóicas, a SE. A nordeste, o lineamento é limitado pela plataforma continental brasileira do Atlântico Sul. A direção principal da porção norte do lineamento é a mesma do lineamento Hoggar 4°50’, que se estende a partir da Argélia central até a costa do Togo .
O lineamento é recoberto por sedimentos na porção da Bacia do Paraná , e usando modelamento de velocidade de ondas S, Feng et al 2004  reconheceram a extensão sudoeste do lineamento, assim como um trend estrutural para Oeste próximo a faixa móvel Paraguai.
O lineamento corresponde ao ultimo episódio tectônico associado com a orogenia Pan-Africana-Brasileira no Neoproterozoico  e mostra evidência estrutural de uma cinemática transcorrente dextral 
Na extensão sul do Arco Magmático de Goiás, pequenas intrusões alongadas de granito apresentam foliação milonítica pronunciada, que corta estruturas dúcteis deformacionais anteriores . Esses granitos se apresentam como bandas finas afetadas pela foliação milonítica, e deslocadas cerca de 8 km ao longo da falha.
O lineamento passou por pelo menos três fases de reativação durante o Fanerozoico. Pequenas bacias do tipo pull-apart como Jaibaras, no Ceará, e Água Bonita, no Tocantins são resultados de episódios de reativação durante os perídos Cambriano-Ordoviciano e Siluriano-Devoniano, respectivamente. Um terceiro episódio, decorreu da abertura do Oceano Atlantico durante o Cretáceo, e é marcado por uma série de falhamentos normais, por vezes, cortando sequencias Paleozoicas e causando deslocamentos maiores do que 500 metros.

### Estruturas do lineamento relacionadas à subducção
É possível correlacionar rochas magmáticas e eclogíticas nos estados do Ceará e Goiás ao Lineamento Transbrasiliano, como produto de zonas de subducção e magmatismo juvenil, relacionado ao processo de fechamento do paleoceano Goiás Farusiano. No estado de Goiás, o LTB é marcado pelo arco magmático de Goiás, enquanto no estado do Ceará é marcado pelo Arco de Santa Quitéria e pelos eclogitos de Forquilha.

#### Arco Magmático de Goiás
Segundo Brito Neves (1999), o Arco Magmático de Goiás resultou de colagem de sistemas de arcos neoproterozoicos, pois acontecia um processo de colisão entre diversos blocos cratônicos, entre eles o Amazônico e São Francisco. Uma das consequências desse processo de colisão foi o fechamento do paleoceano Goiás-Farusiano. Portanto, o lineamento é uma das principais estruturas que ajudam a entender a evolução da Faixa Brasília.
O Arco Magmático de Goiás é composto por dois arcos menores, divididos por um bloco arqueano. O arco sul é chamado de Arenópolis e o norte de Mara Rosa. Um fato comum entre esses dois arcos é que sua evolução iniciou há cerca de 900 milhões de anos, como arcos de ilha oceânicos, e terminou por volta de 600 milhões de anos, com o fechamento do paleoceano Goiás-Farusiano .
O Arco Magmático de Goiás compreende dois principais pacotes rochosos: uma sequência supracrustal (menor profundidade) e uma sequência plutônica. A sequência supracrustal compreende rochas vulcânicascalc-alcalinas, xistos, quartzitos e mármore. A sequência plutônica compreende rochas plutônicas calc-alcalinas, metamorfizadas e deformadas, cortadas por intrusões bimodais de granito pós-tectônico.
Dados geoquímicos de datação absoluta indicam evidências de três eventos magmáticos na região do Arco Magmático de Goiás, com idades de 900-804 Ma, 790-786 Ma e 669-630 Ma . Esses dados de ativação magmática são compatíveis com o contexto de amalgamação de continentes e fechamento de oceano estimados para a época. 

#### Arco de Santa Quitéria
O Arco Magmático de Santa Quitéria é composto por uma associação litológica diversificada interpretada como resultado de magmatismo proveniente de subducção. A associação de rochas no arco compreende gabros, tonalitos, granodioritos, monzogranitos e granito. 
Segundo Santos , o Arco Magmático de Santa Quitéria é um arco continental, situado em um contexto de colisão entre duas placas cratônicas. Esse contexto de colisão gerou também simplificadamente três estruturas: nappes (blocos de rocha movidos a uma distância maior que 2km) contendo sedimentos de margem continental passiva; nappes contendo rochas sedimentares e ígneas (máficas e ultramáficas); e nappes contendo gnaisses e rochas mais antigas. O Arco Magmático de Santa Quitéria seria a representação magmática desse grande contexto colisional continental.
Segundo Amaral , as rochas do arco tem idade de cristalização de 660 a 614 milhões de anos, e apresenta características geoquímicas da série das plutônicas félsicas de alto potássio. Os estudos geoquímicos indicam que essas rochas foram oriundas de processos magmáticos juvenis.

#### Faixa Eclogítica de Forquilha
As rochas eclogíticas encontradas no Ceará estão expressas na Faixa Eclogítica de Forquilha. No local há uma complexa organização heterogênea das rochas.  Há gnaisses com diferentes graus de migmatização e eclogitos que sofreram retrometamorfismo, envolvidos pelos migmatitos sob a forma de lentes. Além disso na região são encontradas rochas cálcio-silicáticasboudinadas .
Dentre as características da Faixa Eclogítica de Forquilha é possível observar a presença de faixas de gnaisses milonitizados, orto, paragnaisses e augengnaisses. A presença de heterogeneidade da fusão parcial dessas rocha, gerando unidades leucocráticas em algumas regiões. As rochas cálcio-silicáticas e retroeclogiticas encontram-se encaixadas nos gnaisses, ambas em um lineamento de direção praticamente N-S, sob a forma de boudins (muitas vezes os eclogitos apresentam formas de boudins semelhantes a lentes .
Os eclogitos encontrados na região apresentam metamorfismo retrógrado heterogêneo, que sofreu influência de percolação de fluidos metamórficos durante o processo de exumação. O retrometamorfismo foi bem mais intenso nas bordas das estruturas e foi causado principalmente por descompressão e percolação de fluidos (desestabilizou a paragênese da fácies eclogito para granulito).
Dados geoquímicos  indicam que os retroeclogitos de forquilha apresentam afinidade com basaltos N-MORB, os mesmos das dorsais oceânicas, o que sugere que essas rochas foram produto de fato de zonas de subducção.

### Continuidade no continente africano
Mais uma evidência da tectônica de placas, o LTB mostra claros sinais de que se
estende no continente africano. Esta continuidade é sugerida por reconstruções
paleogeográficas através de evidências geológicas, geocronológicas e paleomagnéticas.
O lineamento Hoggar-Kandi seria o correspondente ao LTB na África, estando
relacionado ao mesmo fechamento oceânico.
Os lineamentos são coerentes e marcados por anomalias magnéticas lineares, tanto na
África quanto no Brasil. A Zona do Eclogito de Forquilha, uma zona de sutura,
caracterizada no nordeste brasileiro relacionada ao LTB, é interpretada como uma
extensão de zonas de sutura bem definidas no continente africano, relacionadas ao
lineamento Hoggar-Kandi.

## Terremotos relacionados ao Lineamento Transbrasiliano
O LTB é responsável por recorrentes abalos sísmicos que ocorrem na bacia sedimentar do Pantanal. Esta região está sujeita a abalos sísmicos, pois ocorrem rupturas nas formações rochosas que compõem sua formação basal. 
A movimentação dos blocos implica na alteração do nível de base da região, acarretando mudanças no curso dos rios e acomodações de sedimentos, dentre eles o Taquari. O Lineamento Transbrasiliano exerce um forte papel na dinâmica de sedimentação e erosão, além de ser responsável pelo leque aluvial do Taquari, possuindo uma área de aproximadamente 50 000 Km quadrados.
Os principais registros de sismos no Brasil ocorreram na bacia d o Pantanal, com os maiores tremores registrados em Miranda,em 1964 com magnitude de 5.4 na escala Richter e do Coxim,também em MS,mas correndo em 2009 com magnitude de 4.8. Ambos os municípios apresentam uma baixa altitude, 125 m em Miranda e 238 m em Coxim. Os danos em Coxim foram rachaduras em casas,vidraças quebradas,ondas sísmicas chegaram a atingir a capital sulmatogrossense a 300 Km de distância. Registros mostram que vários sismos menores já ocorreram em outras regiões do Pantanal, como Porto Murtinho, Ladário e Corumbá.